# Evangeliario de Durham
El Evangeliario de Durham, también llamado Libro de los Evangelios de Durham, es un fragmento de un manuscrito iluminado que contiene un evangeliario elaborado en Irlanda o Northumbria a finales del siglo VII. Actualmente se conserva en la Biblioteca de la Catedral de Durham. También se conserva un folio suelto en el Magdalene College (Cambridge) (Pepysian MS 2981).

## Contexto histórico
El manuscrito probablemente proviene del scriptorium de la abadía de Lindisfarne y fue elaborado a finales del siglo VII al mismo tiempo que otros manuscritos aún conservados como los Evangelios de Lindisfarne o el Evangeliario de Echternach. Los especialistas ven la mano del mismo copista iluminador en los tres manuscritos. Según otros especialistas, los dos últimos manuscritos procederían más bien del monasterio de Rathmelsigi, en Irlanda. Sin embargo, el manuscrito se encontraba en Lindisfarne ya que fue corregido por un escriba que también trabajó en los Evangelios de Lindisfarne.
Tras el traslado del obispado de Lindisfarne a Durham, el manuscrito se conserva en la catedral de Durham. El folio suelto de Cambridge, por su parte, pertenece a las colecciones de Samuel Pepys que donó al colegio universitario a principios del siglo XVIII.

## Descripción
El actual manuscrito conserva sólo dos páginas decoradas: la gran inicial del principio del Evangelio de San Juan y una gran miniatura a toda página que representa la crucifixión de Jesús. Originalmente, el manuscrito debía incluir las cuatro miniaturas de los cuatro evangelistas, así como una página tapiz, siguiendo las pautas empleadas en los evangeliarios de la época.